# Urozhaini (Gulkévichi, Krasnodar)
Urozhaini (del ruso: Урожайный) es un posiólok del raión de Gulkévichi del krai de Krasnodar, en el sur de Rusia. Está situado 17 km al oeste de Gulkévichi y 121 km al este de Krasnodar, la capital del krai. Tenía 697 habitantes en 2010.
Pertenece al municipio Kubán.